# Falange Española Independiente
Falange Española Independiente (FEI) és un partit polític constituït el 23 de febrer de 1977 per antics membres de Falange Española i del Frente de Estudiantes Sindicalistas. Els dies 27 i 28 d'octubre de 1979 va celebrar el seu I Congrés Nacional, però el 1980 pateix una escissió de membres que es passen al Movimiento Falangista de España. El 6 de març de 1986, després d'una conferència de Diego Márquez a la Facultat de Dret de la Universitat Complutense de Madrid, en la qual coincideix amb Sigfredo Hillers, FEI s'integra novament a Falange Española de las JONS. No obstant això, al no ser donada de baixa oficialment, alguns caps disconformes amb la mesura seguiran cap endavant amb l'organització, i es presentaran, entre d'altres, a les eleccions al Parlament d'Andalusia de 1994, amb resultats escassos.
Al febrer de 2001 el Triumvirat Nacional de l'organització, davant la forta contestació interna que demanava l'ingrés definitiu en FE de las JONS, decideix expulsar els militants disconformes. L'organització basca s'escindeix i amb ella arrossega a militants del País Valencià, Galícia, Castella-La Manxa i Madrid que constituïxen la Falange Basca, que s'integra, a continuació, en FE-La Falange. El juny de 2003 es produïx una nova escissió a FEI i el queda es divideix en dos grups, un liderat per Miguel Ángel Gimeno i Norberto Pico que es queda amb la seu oficial i s'integra en la Falange Española, i el grup liderat pels germans Jesús i Gema Carballo que es queda amb les sigles oficials i pràcticament desapareix.